# Friedrich Wilhelm Seiffer

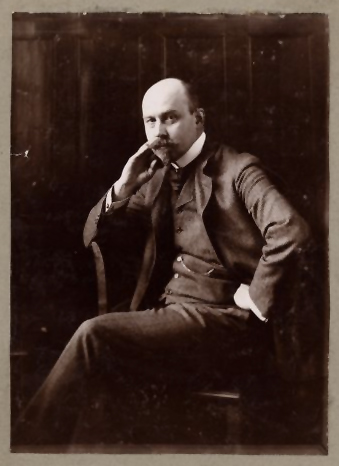
Friedrich Wilhelm Seiffer

Friedrich Wilhelm Seiffer (* 18. April 1872 in Stuttgart; † 30. November 1917 in Wiesbaden) war ein deutscher Psychiater und Neurologe.

## Leben
Seiffer besuchte das Gymnasium in Ulm. Nach der Maturitätsprüfung (1890) studierte er an der Kaiser-Wilhelms-Universität Straßburg Medizin, wo er 1895 zum Dr. med. promovierte. Im gleichen Jahr ging er nach Berlin und arbeitete als Assistent an einer privaten Nervenheilanstalt in Pankow. Ab 1896 war er Assistent von Julius Eduard Hitzig an der psychiatrischen Klinik in Halle (Saale), ab 1899 dann Assistent (später Oberarzt) an der psychiatrischen Klinik der  Friedrich-Wilhelms-Universität zu Berlin in der Kgl. Charité unter Friedrich Jolly, nach dessen Tod 1904 dann unter Theodor Ziehen. Nach seiner Habilitation 1901 lehrte er zudem als Privatdozent an der Berliner Universität. 1906 wurde er dort Titularprofessor. Er starb am 30. November 1917 in Wiesbaden.

## Die Rydel-Seiffersche Stimmgabel
Die nach Adam Rydel und Seiffer benannte Rydel-Seiffer-Stimmgabel zur Prüfung des Vibrationsempfindens ist noch heute in Gebrauch. Vorgeschlagen wurde das Instrument in einer Veröffentlichung der beiden Verfasser aus dem Jahr 1903.

## Werke
- Störungen des Sehorgans bedingt durch Erkrankungen der Stirnhöhlen. Inaugural-Dissertation der medicinischen Facultät der Kaiser-Wilhelms-Universität Strassburg zur Erlangung der Doctorwürde. Göller, Strassburg i. E. 1895
- (als Herausgeber und Übersetzer) Henry Head: Die Sensibilitätsstörungen der Haut bei Visceralerkrankungen. August Hirschwald, Berlin 1898 (Vorwort von Prof. Julius Eduard Hitzig) = deutsche Fassung von: On the disturbances of sensation, with special reference to the pain of visceral disease. Oxford, 1893
- Spinales Sensibilitätsschema für die Segmentdiagnose der Rückenmarkskrankheiten zum Einzeichnen der Befunde am Krankenbett. August Hirschwald, Berlin 1901 (4. Aufl. 1917)
- Atlas und Grundriss der allgemeinen Diagnostik und Therapie der Nervenkrankheiten. Lehmann, München, 1902 (Lehmann’s medicinische Handatlanten, Bd. 29.) Vorwort von Prof. Friedrich Jolly
  - eine italienische Übersetzung erschien 1904 (Atlante … delle malattie nervose)
- (mit A. Rydel) Untersuchungen über das Vibrationsgefühl oder die sog. „Knochensensibilität“ (Pallästhesie). In: Archiv für Psychiatrie und Nervenkrankheiten, 37 (1903), S. 487–536.
- Über die Geschwülste des Kleinhirns und der hinteren Schädelgrube. Urban & Schwarzenberg, Berlin 1907 (Medizinische Klinik 3,1)